# قبر الجندي المجهول (فرنسا)

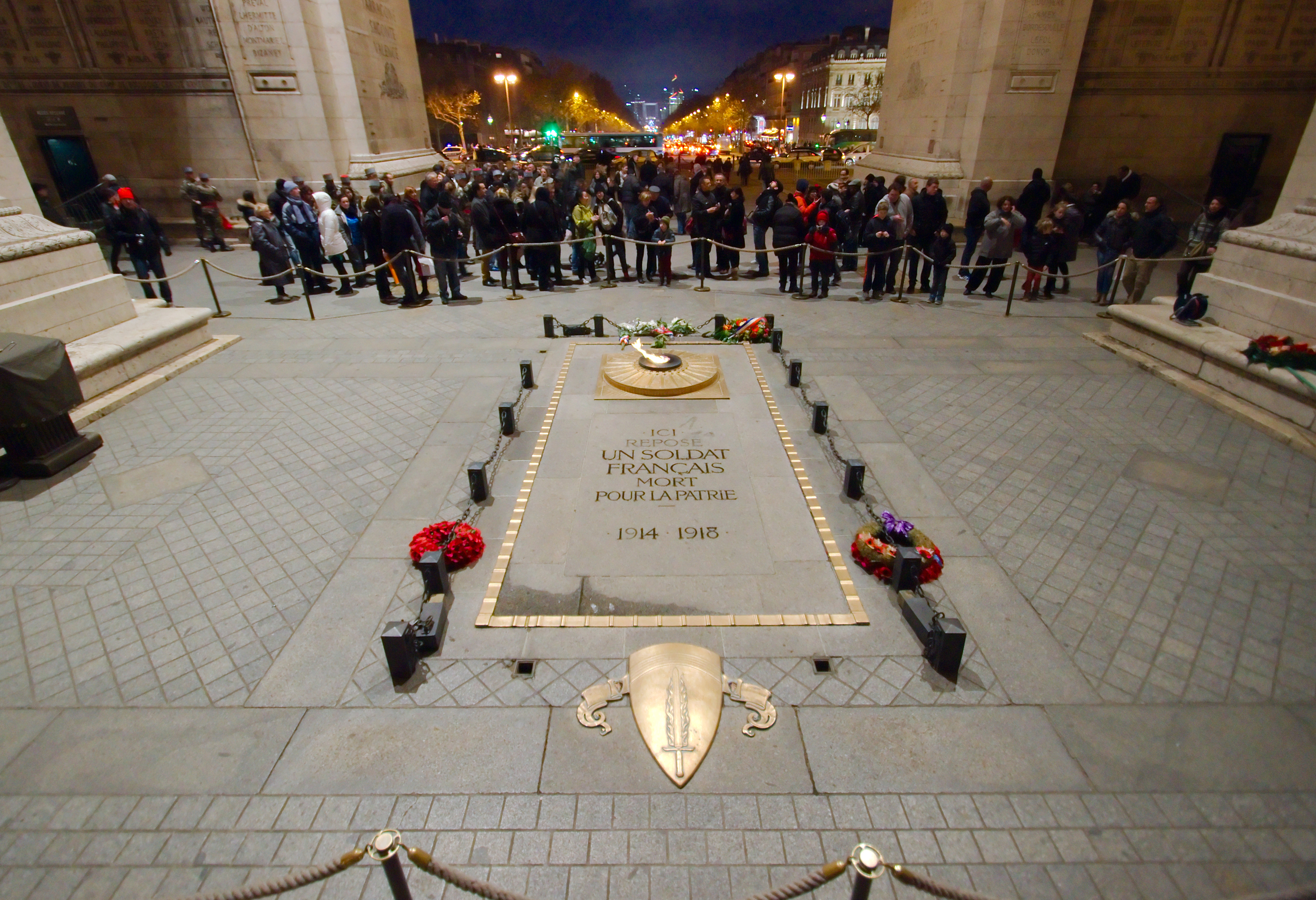
قبر الجندي المجهول في فرنسا.

قبر الجندي المجهول في فرنسا هو ضريح تم إنشاءه تحت قوس النصر في باريس بتاريخ 11 نوفمبر 1920. ويمثل ضريح الجندي الفرنسي، جميع الجنود القتلى المجهولي الهوية في فرنسا على مدار التاريخ. في عام 1923، تمت إضاءة شعلة أبدية. يتم إحياءها كل مساء في الساعة 6:30 مساء بعد نصف ساعة من الحفل.
يحاط الضريح بأطراف معدنية سوداء متصلة بالسلاسل، ويتكون من لوح من الجرانيت ونقش كتب عليه «هنا يرقد جندي فرنسي ضحا من أجل الوطن - 1914 - 1918». بعد الحرب العالمية الثانية، ولكي يتم تثبيت النصب التذكاري على مدخل القوس، تبرعت قوات الحلفاء لفرنسا بدرع من البرونز يحمل في قلبه سيفا ناريا، تخليدا للجيوش الفرنسية وتحرير باريس.

## الفكرة والإنجاز
في السنة الأولى من الحرب العالمية الأولى، ازدهرت العديد من المشاريع لتكريم الموتى. فتم إصدار شعار الموت من أجل فرنسا بموجب القانون الفرنسي الصادر في 2 يوليو 1915.
في 26 نوفمبر/ تشرين الثاني 1916 وخلال كلمة ألقاها في مقبرة الشرق في مدينة رين، رئيس الفرع المحلي للتذكار الفرنسي (جمعية تأسست في عام 1887 لتخليد ذاكرة قتلى الحرب الفرنسية البروسية عام 1870) استحضر سيمون فرانسوا ولأول مرة فكرة «فتح أبواب مقبرة العظماء لأحد المقاتلين الموتى المجهولين الذين حاربوا بشجاعة».
قائلا «"لماذا لا تفتح فرنسا أبواب مقبرة العظماء لأحد مقاتلينا المجهولين، الذين ماتوا بشجاعة من أجل البلاد، مع نقش   كلمتين على الحجر:" جندي وتاريخان: "1914-1917" هذا الدفن لجندي بسيط تحت هذه القبة، حيث تستريح الكثير من الأمجاد والعظماء، سيكون بمثابة رمز. وأكثر من ذلك، سيكون بمثابة تكريم للجيش الفرنسي بأكمله "»
لم تتجسد الفكرة تماما إلا بعد نهاية النزاع، ولكنها أخذت في البداية شكل كتاب ذهبي عليه كل قتلى الحرب وتم وضعه في مقبرة العظماء. لكن الضغط الصحفي جعل العضو البرلماني موريس مونوري يقترح في 19 نوفمبر 1918 قانونًا في هذا الصدد.
تبناه مجلس النواب الفرنسي في 12 سبتمبر 1919.